# گردشگری پزشکی در ایران
در ایران، متولیان گردشگری پزشکی شامل سه نهاد: وزارت میراث فرهنگی و گردشگری، وزارت بهداشت و درمان و وزارت امور خارجه می‌شود. توسعه و گسترش توریسم پزشکی نیازمند همیاری و همکاری بیشتری (در مقایسه با سایر کشورها) است که تاکنون این هماهنگی به شکل کاملی وجود نداشته.
طبق آمار سازمان بهداشت جهانی، تا سال ۲۰۱۱ میلادی، سالیانه ۵۰ میلیارد دلار از طریق توریسم پزشکی عاید کشورهای مقصد شد. در مورد ایران نیز اعتقاد بر این است که ایران توانایی جذب سالیانه حدود یک میلیون توریست پزشکی را دارد که این مقدار برابر با درآمدی معادل ۷ میلیارد دلار برای کشور خواهد بود. البته ایران در سال 97 موفق شد سیصد و پنجاه هزار گردشگر خارجی که برای درمان آمده بودند را جذب کند . 
مصوبه اخیر هیات وزیران ایران کلیه اختیارات مربوط به صدور و یا تمدید مجوزهای گردشگری سلامت را به وزارت میراث فرهنگی ،گردشگری و صنایع دستی واگذار نموده است (تصویبنامه مصوب جلسه مورخ ۹۹/۰۴/۲۹ هیات وزیران درخصوص "سند راهبردی توسعه گردشگری" طی نامه شماره ۶۶۶۳۴ مورخ ۹۹/۰۶/۱۶ توسط معاون اول رییس جمهور ابلاغ شد.)
وزارت بهداشت و درمان در این زمینه برنامه‌هایی برای آینده دارد. از جمله این برنامه‌ها می‌توان به تلاش برای جذب بیماران بین‌المللی، فراهم شدن مقدمات ورود آنها به کشور و نظارت دقیق بر مراکز درمانی از جزئیات این برنامه‌ها بود. در این طرح بیمارستان‌های درجه یک کشور به عنوان مراکز درمانی معرفی می‌شدند و نظارت دقیقی بر عملکرد آنها صورت می‌گرفت. همچنین طرح ارائه ویزای درمانی (یا ویزای سلامت) به اتباع دیگر کشورها جهت تسهیل ورود آنها به کشور، به وزارت امور خارجه مطرح شد که با اینکه مورد تأیید هر دو نهاد بود، ولی تاکنون اجرایی نشده است.

## موقعیت خاص جغرافیایی ایران در گردشگری پزشکی
موقعیت خاص جغرافیایی، تنوع زیست بوم‌های طبیعی، بناهای منحصر به فرد تاریخی و حرم مطهر  هشتم شیعیان، ایران را به یک مقصد استثنایی برای گردشگری تبدیل کرده است. بیماران و خانواده آن‌ها می‌توانند علاوه بر دریافت خدمات پزشکی مورد نیاز خود، از امکانات تفریحی و اقامتی نیز بهره ببرند تا سفری به یادماندنی را در کنار عزیزانشان تجربه کنند. ایران به عنوان یک کشور اسلامی و برخورداری از تعداد بیشماری پزشک زن در تمامی تخصص‌ها، فضای مناسبی برای خدمات زیبایی و درمانی خانم‌های مسلمان کشورهای منطقه و سراسر دنیا فراهم کرده است.

## جاذبه‌های گردشگری پزشکی (سلامت) در ایران
قیمت: شاید مهم‌ترین مزیت ایران در گردشگری پزشکی، ارزان بودن خدمات به نسبت دیگر کشورها، خصوصاً کشورهای اروپایی و آمریکاست. در حال حاضر هند پیشرو در ارائه ارزان‌ترین خدمات است که با ورود ایران به توریسم پزشکی و با توجه به امکانات و فرهنگ بهتر ایرانی‌ها و البته جاذبه‌های توریستی بسیار بیشتر، توانایی جذب توریست‌های بیشتری نسبت به هند وجود دارد. قیمت بسیار بالای خدمات پزشکی و صف‌های طولانی انتظار بیماران برای دریافت آن‌ها در کشورهای دیگر، در کنار تسهیل مسافرت‌های هوایی، صنعت گردشگری سلامت را رونق بخشیده است. به گونه‌ای که در سال گذشته، حدود600.000 توریست سلامت برای دریافت خدمات زیبایی و درمانی به ایران مراجعه کردند. با توجه به آمار سال 98 بیشترین گردشگران سلامت از کشور های افغانستان، عراق، آذربایجان، پاکستان، عمان، بحرین، کویت، ترکمنستان، هند و قطر به بیمارستان‌ها و مراکز جراحی محدود مراجعه کرده‌اند.
آب درمانی: جاذبهٔ مهم دیگر ایران، آب درمانی است که در توریسم سلامت بسیار مورد توجه است. طبق آمارها حدود ۴۵ میلیون گردشگر در جهان از آب درمانی برای معالجه خود استفاده می‌کنند که ایران با دارا بودن بیش از ۱۰۰۰ چشمه آب معدنی شناخته شده توانایی جذب سهم بالایی در این قسمت را دارد.
در شمال غربی ایران، استان های اردبیل، آذربایجان شرقی و غربی و در ارتفاعات رشته کوه البرز و غرب آن، ده ها چشمه آب گرم و سرد با ترکیبات مختلف وجود دارد؛ سرعین، گاومیش گلی، شابیل، قزل داغ از شناخته شده ترین این چشمه های طبیعی هستند.
استان های اصفهان و مرکزی در مرکز ایران، دارای چشمه های آب گرم با ترکیبات سولفور، بی کربنات و آهن هستند که در بعضی موارد در محل چشمه ها مراکز اسپا ایجاد شده است و حوضچه های عمومی و خصوصی در آن وجود دارد.
در شمال و جنوب ایران نیز دهها چشمه آب گرم و سرد با انواع مختلف عناصر کمیاب وجود دارد که بدلیل خواص درمانیشان از دیرباز مورد استفاده مردم بوده است. بیماری های روماتیسمی، آرتروزهای مفصلی، همچنین بیماری های مربوط به معده،  روده، کلیه، پوست، ریه، قلب و عروق از مهمترین بیماری هایی هستند که با توجه به ترکیبات اصلی آب معدنی، می توان از بالنئوتراپی (آب درمانی) بعنوان درمان مکمل آن ها استفاده نمود.

لجن درمانی: لجن درمانی در توریسم سلامت از جایگاه خوبی برخوردار است و ایران نیز با دارا بودن امکانات مناسب همچون سواحل دریاچه ارومیه یا دامنه‌های کوه تفتان، آمادگی دارد تا در این زمینه نیز جاذبهٔ توریستی باشد.
نمک درمانی: یکی از جاذبه‌ها که به تازگی مورد توجه توریست‌های بین‌المللی قرار گرفته غار درمانی و نمک درمانی است. ایران با داشتن چندین گنبد نمکی می‌تواند در این خصوص نیز به یکی از قطب‌های گردشگری پزشکی تبدیل شود.
طب سنتی: جاذبه دیگری که در چند وقت اخیر در کشور مورد توجه قرار گرفته و حتی رشته‌های دانشگاهی آن در حال جذب دانشجو هستند، طب سنتی ایرانی است. طبق گفته‌های سیزیل الگود، مورخ پزشکی، طب ایران پیش از طب یونان وجود داشته و ایرانیان اصول آن چیزی که را که طب یونانی می‌نامند به یونانی‌ها یاد دادند.
در مورد طبیعت و آب و هوا نیز ایران توانایی پیشتازی را دارد. نقاهتگاه‌های ایران در دیلمان (گیلان)، جواهرده (مازندران) یا شاندیز (خراسان رضوی) از شهرت جهانی برخوردارند.

## خدمات گردشگری پزشکی
بیمارستان ها، مراکز درمانی و آزمایشگاه های تخصصی در ایران همگام با سایر کشورهای پیشرفته ی جهان، مجهز به تکنولوژی های برتر در ارائه خدمات تشخیصی (تصویر برداری و...) و درمانی از جمله خدمات سرپایی و بستری می باشند. بسیاری از بیماران سایر کشورها، به ویژه کشورهای همسایه سالانه به ایران سفر می کنند تا از خدمات متنوع ومدرن پزشکی بهره مند شوند. مدرن‌ترین تجهیزات بیمارستانی و به روز بودن دانش پزشکان ایرانی، هر جراحی و فرآیندی را برای بیمار امکان‌پذیر کرده است. صنعت گردشگری سلامت ایران خدمات پزشکی در حوزه‌های زیبایی و درمانی را به طور کامل پوشش می‌دهد. زیبایی صورت و اندام، دندانپزشکی زیبایی و درمانی، نازایی، جراحی های لاغری، ارتوپدی، قلب، چشم پزشکی، تشخیص و درمان انواع سرطان، پیوند بافت و اعضا، جراحی های مغز و اعصاب و بسیاری از خدمات دیگر پزشکی در ایران ارائه می‌شود. بیماران می‌توانند از سراسر جهان درباره مراحل و چگونگی درمان خود با پزشکان ایران مشورت کنند. مراکز گردشگری سلامت از بدو ورود بیمار به ایران تا بهبود قطعی حتی پس از بازگشت به محل زندگی در کنار او خواهند بود. بیماران می‌توانند از خدمات زیر بهره‌مند شوند:
·       تهیه بلیط هواپیما و ترانسفر فرودگاهی
·       هماهنگی محل اقامت و فعالیت‌های گردشگری تفریحی
·       اخذ ویزا در کوتاه‌ترین زمان ممکن
·       پشتیبانی 24 ساعته همراه و مترجم در طول سفر
·       هماهنگی ویزیت با پزشک و اقدامات درمانی پس از آن
·       فرآیند فالوآپ بیمار حتی پس از بازگشت به کشور خویش

## مهمترین درمان‌های توریستی در ایران

#### جراحی‌های زیبایی
ایران در حوزه جراحی زیبایی به عنوان یکی از کشورهای پیشگام منطقه خاورمیانه شناخته می‌شود. کیفیت بالای خدمات جراحی زیبایی در ایران و هزینه‌های پایین ارائه این خدمات به نسبت کشورهای توسعه یافته می‌تواند زمینه ساز توسعه گردشگری سلامت در ایران باشد.
هم‌اکنون توریست‌های سلامت از کشورهای متعددی برای انجام جراحی پلاستیک به ایران مراجعه می‌کنند، اما با توجه به توان بالای ایران در این حوزه درمانی، انتظار می‌رود که گردشگران بیشتری، ایران را به عنوان مقصد انجام جراحی زیبایی و پلاستیک انتخاب کنند.

#### درمان ناباروری
با توجه به آمارهای منتشر شده از سوی سازمان بهداشت NHS انگلستان، روند تقاضای درمان‌های ناباروری در انگلستان همچنان روبه رشد است و نسبت به سال ۲۰۱۶ میلادی تقریبا سه برابر شده است.
در گزارش سالانه منتشر شده از سوی NHS در بریتانیا، سال گذشته نزدیک به ۸۳ هزار تقاضا درمان ناباروری IVF در این کشور ثبت شده است. این عدد نسبت به سال ۲۰۱۶ که ۶۵ هزار تقاضا بود، رشد قابل توجهی داشته است. باتوجه به این آمارها برآورد می‌شود که تا سال ۲۰۳۰ میلادی این تقاضا در انگلستان با نرخ رشد ۳ درصدی سالانه مواجه خواهدشد.
در این زمینه متخصصان معتقدند که افزایش سن زنان و همچنین تغییر سبک زندگی خانواده‌ها در این کشور اصلی‌ترین عامل برای افزایش تقاضای انجام درمان IVF در میان خانواده‌های انگلیسی است. اما با توجه به ظرفیت مراکز درمانی و همچنین سیستم سلامت این کشور، بخش قابل توجهی از خانواده‌ها برای انجام سریع درمان به کشورهای خارجی سفر می‌کنند.
تعرفه‌های اندک درمان ناباروری در ایران را می‌توان یکی از برگ‌های برنده گردشگری پزشکی در ایران دانست؛ به گفته دکتر محمدرضا صادقی، رئیس پژوهشگاه ابن‌سینا، کل هزینه درمان ناباروری در ایران حدود ۱۰ درصد هزینه‌های همین درمان در اروپا و آمریکاست.
از طرفی محدودیت‌های درمان ناباروری در کشورهای حاشیه خلیج فارس باعث شده تا بیماران و زوج‌های نابارور، ایران را به عنوان مقصد درمان خود انتخاب کنند.
در بین شهرهای مختلف ایران، شهر یزد مهمترین مرکز درمان ناباروری در ایران است.